# Albatros D.III
Az Albatros D.III egy első világháborús német együléses vadászrepülőgép.

## Tervezés és gyártás

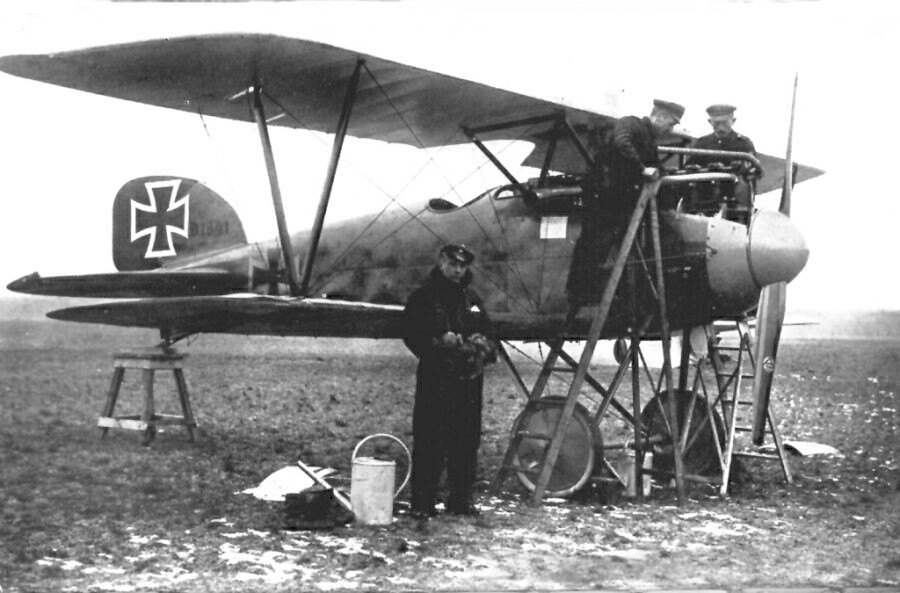
Ernst Udet az általa repült Albatros D.III előtt (gyári szám: D.1941/16)

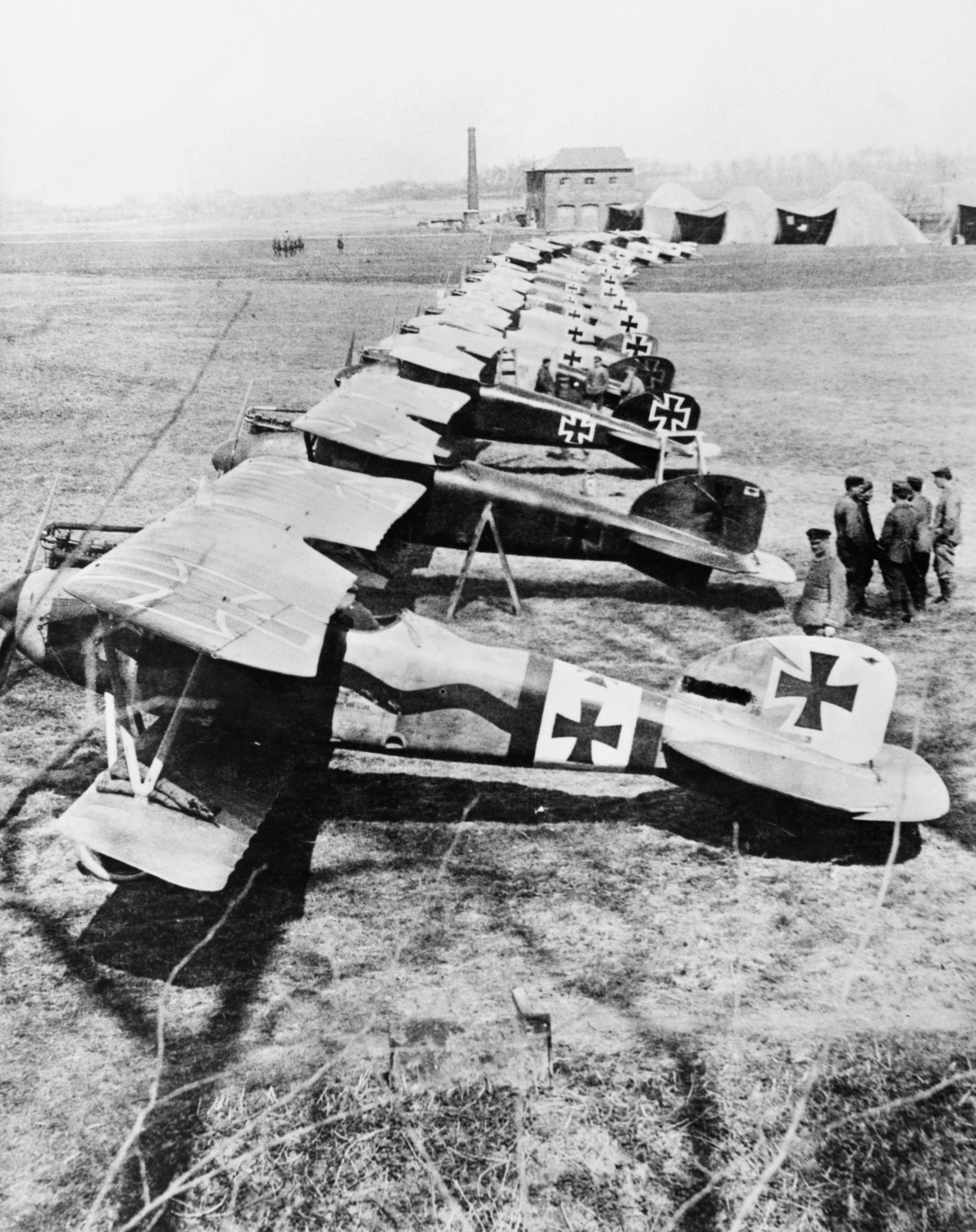
Albatros D.III a Jasta 11 vadásszázadnál, Douai, Franciaország

A D.III-as prototípus munkái 1916 júliusában vagy augusztus elején kezdődtek meg. Az első repülés dátuma ismeretlen, de valamikor augusztus végén vagy szeptember elején lehetett. Az Albatros D.I és Albatros D.II sorozat sikerein alapulva a D.III-on a már korábban bevált, félig önhordó, furnér gépvázat alkalmazták. Az Idflieg (a Repülőcsapatok Felügyelősége) kérésére a francia Nieuport 11-en alkalmazott, másfél szárnyas elrendezést (sesquiplane) alkalmazták a D.III-ra, ezzel a megoldással a gép kisebb légellenállással rendelkezett. A felső szárny méretét megnövelték, miközben az alsó szárnyat áttervezték úgy, hogy csökkentették a merevítőhuzalok számát, és egyetlen, V alakú szárnymerevítőre cserélték le a korábbi párhuzamosan elhelyezett merevítőket.
Az 1916. szeptember 26-án lezajlott hivatalos teszt (Typenprüfung) után az Albatros 400 gépes megrendelést kapott a D.III típusra, ami a legnagyobb ilyen jellegű szerződés volt akkoriban. Az Idflieg egy további, 50 gépes megrendelést adott le 1917 február-márciusában.

## Bevetésen
A D.III-as 1916 decemberében jelent meg a vadásszázadoknál és gyorsan népszerű lett a német pilóták körében, köszönhetően a jó manőverező és emelkedőképessége miatt. Azonban ez a típus sem volt hibáktól mentes, a D.II és a korai D.III-as modellek „Teves und Braun” hűtővel és állítható hűtőráccsal voltak felszerelve, melyet a felső szárny közepébe építettek be. Ha a hűtőt egy találat kilyukasztotta, a kiömlő hűtőfolyadék leforrázta a pilótát. A 290. legyártott D.III-as után a hűtőt már jobbra eltolva szerelték be.
Sokkal komolyabb problémának bizonyult az, hogy az új gépek alsó szárnyának belépőéle és szárnybordái gyakran hibásodtak meg. 1917 január 23-án a Jasta 6 egyik pilótája szerencsétlenül járt, gépének jobb oldali alsó szárnya eltört. A következő napon Manfred von Richthofen új D.III-as gépének egyik alsó szárnya repedt meg. A Kogenluft (Kommandierenden General der Luftstreitkräfte, a Légierő parancsnoka) január 27-i parancsában az összes D.III-ast letiltotta a repülésről, amíg a szárnyproblémákat meg nem oldják. Miután az Albatros február 17-én bemutatta a megerősített szárnyakat, a Kogenluft feloldotta a típust sújtó repülési tilalmat. Az új D.III-asok már a megerősített szárnyakkal készültek, miközben a csapatoknál levő példányokat kivonták a frontról, hogy a szárnymódosításokat el tudják végezni rajtuk. Az átmeneti időszakban a vadásszázadok ideiglenesen kénytelenek voltak a régebbi Albatros D.II és Halberstadt D.II gépeken repülni.
A folytatódó szárnyproblémák a johannisthali gyár rossz minőségű kivitelezésére és a felhasznált alapanyagok gyenge minőségére volt visszavezethető. Azonban a tény az, hogy a problémák oka a Nieuport-tól átvett szárnyelrendezés volt. Miközben a szárny a statikus tesztekben megfelelően erősnek bizonyult, a túlságosan hátra helyezett szárnymerevítő miatt, repülés közben a szárny a légellenállás hatására elcsavarodott. A pilótáknak azt javasolták, hogy ne hajtsanak végre meredek szögben vagy hosszú ideig tartó siklást a D.III-assal. Ez a tervezési hiba, a javítására tett kísérletek ellenére, végigkísérte a D.III-as típust, és még a későbbi D.V-ön is jelen volt.
A strukturális hibáktól függetlenül a gépet könnyen vezethetőnek tartották, amivel öröm volt repülni, bár bizonyos helyzetekben problémásnak mutatkozott. Az egy és félszárnyas elrendezés nagyon jó emelkedőképességet és jó manőverezőképességet adott a gépnek, melyből a D.II-hez képest a gépből lefelé nézve sokkal jobb volt a kilátás. Mint a többi kortárs típus, a D.III-as is hajlamos volt a dugóhúzóba perdülésre, de könnyen ki lehetett belőle vezetni.
Az Albatros cég körülbelül 500 darab D.III-ast gyártott a johannisthali üzemében. 1917 tavaszán a gyártást az Albatros leányvállalata, a Ostdeutsche Albatros Werke (OAW) folytatta, ez az Albatros számára lehetővé tette, hogy az utódtípus, a D.V fejlesztésére és gyártására koncentrálhasson. 1917 áprilisa és augusztusa között az Idflieg összesen 840 darab D.III-ast rendelt meg. Az OAW gyártású gépek tesztelését 1916 júniusában végezték el. A típus gyártását 1917 júniusától egészen decemberig a schneidemühli gyárban végezték. Az OAW által gyártott gépeket könnyű volt megkülönbözteti a többitől, a nagyobb és lekerekített oldalkormány miatt.
A típus csúcspontja 1917 novembere volt, ekkor összesen 446 példánya volt szolgálatban a nyugati fronton. A gyártás befejezésével a típus nem tűnt el, még 1918-ban is frontszolgálatban repült. 1918 augusztus 31-én még mindig volt 54 példánya a nyugati fronton.

## Az Osztrák-Magyar Monarchia alváltozatai

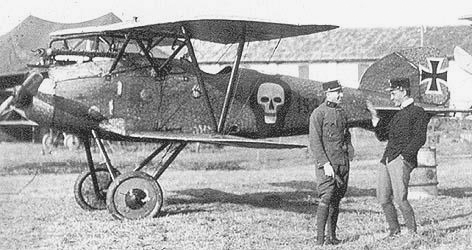
Albatros D.III (Oeffag) 153 sorozat, légcsavarkúp nélkül

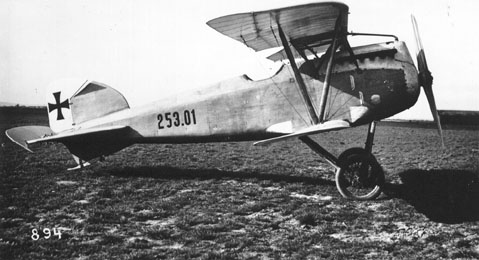
Albatros D.III (Oeffag) 253 sorozat

1916 őszén az Oesterreichische Flugzeugfabrik AG (Oeffag) megvásárolta a D.III gyártási jogát, a típus gyártását Wiener-Neustadt-ban, Bécsújhelyen végezték. A gépeket 1917 májusától kezdték el leszállítani.
Az Oeffag három fő változatot (53, 153, 253 sorozat) gyártott, melyekbe 138, 139 vagy 168 kW (185, 200 vagy 225 lóerős) Austro-Daimler motorokat építettek be. Ezek jobb teljesítményt nyújtottak az eredeti Mercedes D.IIIa motorokhoz képest. A hideg időszakokra gondolva, az Oeffag kifejlesztett egy a hengereket teljesen eltakaró, áramvonalas motorborítást.
A korai gyártású gépekről az osztrák pilóták gyakran eltávolították a légcsavarkúpot, mert gyakran esett le repülés közben. A 153-as gyártási sorozat, 112. legyártott gépétől kezdve az Oeffag egy új, megerősített légcsavarkúppal látta el a típust, amely megszüntette ezt a problémát. Rendkívüli módon, a németek által elvégzett szélcsatorna tesztek szerint, a megerősített légcsavarkúp javította a légcsavar hatékonyságát is, ezáltal 14 km/órával nőtt meg a repülőgép elérhető végsebessége.
Az összes Oeffag változat két darab 8mm-es Schwarzlose géppuskával volt felszerelve. A legtöbb gépen ezek a géptörzsbe voltak építve, a pilóta így nem érhette el őket repülés közben. A Scwarzlose géppuskák nem bizonyultak olyan megbízhatónak, mint a 7.92mm-es LMG 08/16 géppuskák, főleg az elsütést szinkronizáló rendszer miatt. A Schwarzlose tűzgyorsasága sem volt éppen megfelelő. A pilóták kérésére a fegyvereket áthelyezték a törzs felső részére, a 253-as gyártási sorozat gépeit már így gyártották le.
Az Oeffag mérnökeit nem hagyták nyugodni a D.III szárnyproblémái, ezért módosították az alsó szárnyat úgy, hogy vékonyabb szárnybordákat és szárnymerevítőket építettek be. Ezek és még néhány egyéb módosítás nagyjából orvosolta a német gyártású D.III-tól örökölt, bosszantó problémákat. Az Oeffag gyártású gépek jóval népszerűbbek voltak a pilóták között, köszönhetően a robusztus és hatékony megoldásoknak. Az Oeffag körülbelül 526 példányt gyártott 1917 májusa és a fegyverletétel között.

## A háború után
A fegyverletétel után Lengyelország a 253-as gyártási sorozat 38 példányához jutott hozzá, néhány egyéb OAW gyártású gép mellett. Ezeket 1919 és 1920 között, a lengyel–szovjet háborúban használták. A típust leginkább földi célok ellen vetették be. A lengyelek annyira nagyra értékelték a D.III-ast, hogy köszönőlevelet írtak az Oeffag-nek. A háború után az újonnan létrejött Csehszlovákia légiereje is beszerzett néhány Oeffag gyártmányt.

## Felhasználók
- Osztrák–Magyar Monarchia
- Csehszlovákia (a háború után)
- Német Birodalom
- Litvánia (a háború után)
- Lengyelország (a háború után)

## Specifikációk (D.III)
- Albatros D.IIISzemélyzet: egy fő
- Hosszúság: 7,33 m
- Szárnyfesztáv: 9,00 m
- Magasság: 2,90 m
- Szárnyfelület: 23,6 m²
- Üres súly: 695 kg
- Felszállósúly: 886 kg

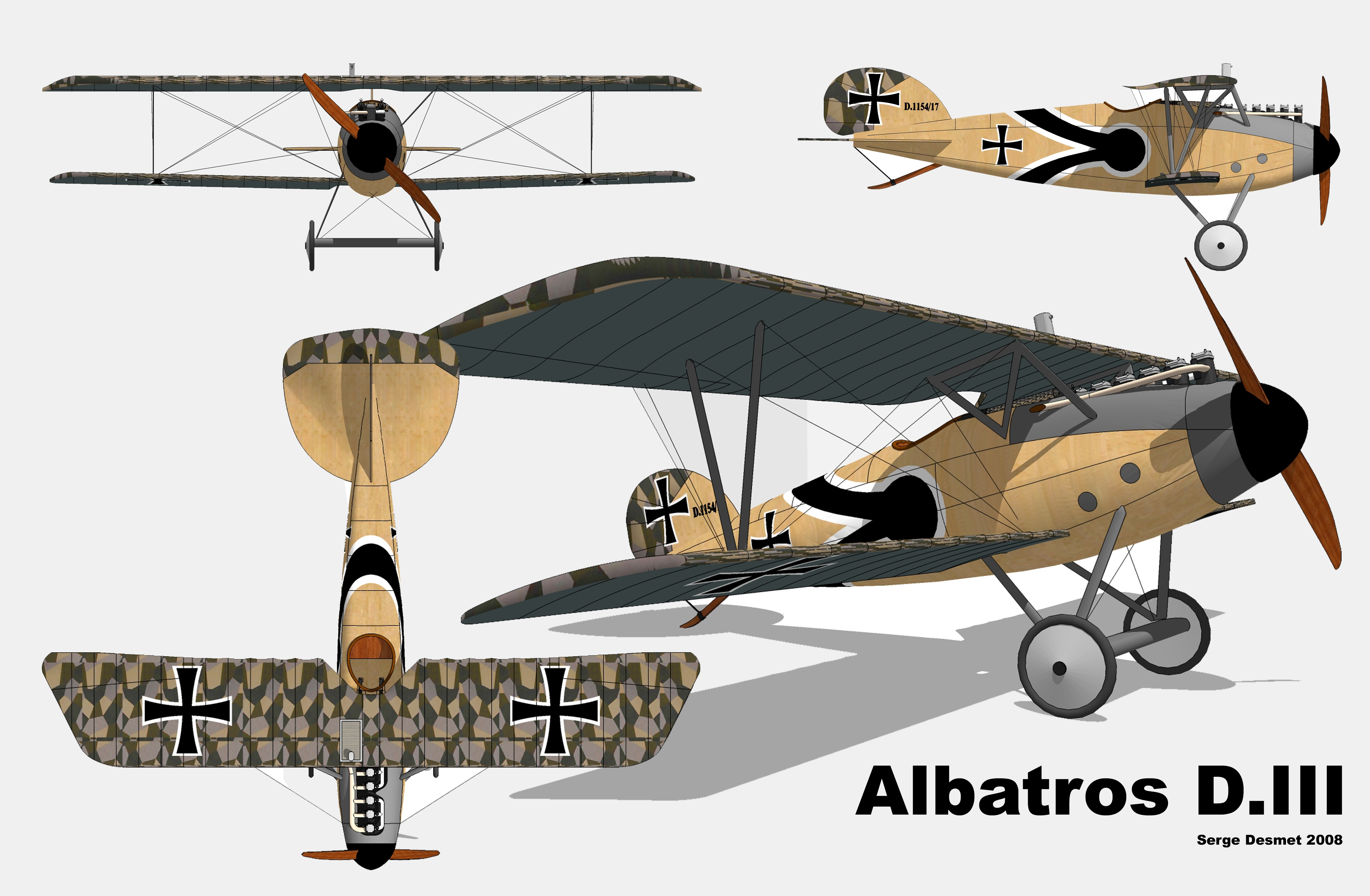
Albatros D.III

- Maximális felszállósúly: 955 kg
- Motor: 1 darab Mercedes D.IIIa soros, vízhűtéses, 127 kW (170 lóerő)

## Teljesítmény
- Maximális sebesség: 175 km/h (tengerszinten)
- Hatótávolság: 480 km
- Szolgálati csúcsmagasság: 5.500 m
- Emelkedőképesség: 4,5 m/s
- Szárnyterhelés: 37,5 kg/m²
- Teljesítmény/tömeg: 0,13 kW/kg

## Fegyverzet
- 2 darab 7,92 mm LMG 08/15 géppuska

## Fordítás
- Ez a szócikk részben vagy egészben  az   Albatros D.III című angol Wikipédia-szócikk fordításán alapul.  Az eredeti cikk szerkesztőit annak laptörténete sorolja fel. Ez a jelzés csupán a megfogalmazás eredetét és a szerzői jogokat jelzi, nem szolgál a cikkben szereplő információk forrásmegjelöléseként.